# Список млекопитающих Сахарской Арабской Демократической Республики
Это список видов млекопитающих, зарегистрированных в Западной Сахаре. В Западной Сахаре насчитывается 61 вид млекопитающих, из которых 4 вида, находятся на грани исчезновения, 5 — под угрозой исчезновения, 6 видов являются уязвимыми и 1 вид близкий к уязвимому положению. 1 из видов, перечисленных для Западной Сахары, считается вымершим в дикой природе.
Следующие теги используются для выделения статуса сохранения каждого вида по оценке МСОП:
- — вымершие в дикой природе виды
- — исчезнувшие в дикой природе, представители которых сохранились только в неволе
- — виды на грани исчезновения (в критическом состоянии)
- — виды под угрозой исчезновения
- — уязвимые виды
- — виды, близкие к уязвимому положению
- — виды под наименьшей угрозой
- — виды, для оценки угрозы которым не хватает данных

Некоторые виды были оценены с использованием более ранних критериев. Виды, оцененные с использованием этой системы, имеют следующие категории вместо угрожаемых и наименее опасных:
| LR/cd | Lower risk/conservation dependent | Виды, которые были в центре внимания программ сохранения и, возможно, перешли в категорию более высокого риска, если эта программа была прекращена. |
| LR/nt | Lower risk/near threatened        | Виды, которые близки к тому, чтобы классифицироваться как уязвимые, но не являются объектом программ сохранения.                                    |
| LR/lc | Lower risk/least concern          | Виды, для которых не существует идентифицируемых рисков.                                                                                            |

## Подкласс:Звери

### Инфракласс:Eutheria

#### Отряд:Грызуны(грызуны)
- Подотряд: Белкообразные
  - Семейство: Беличьи (белки)
    - Подсемейство: Xerinae
      - Триба: Xerini
        - Род: Atlantoxerus
          - Магрибская белка, Atlantoxerus getulus LC

  - Семейство: Мышиные (мыши, крысы, полевки, песчанки, хомяки и т. д.)
    - Подсемейство: Деомииновые
      - Род: Иглистые мыши
        - Acomys airensis LC
        - Acomys chudeaui LC

    - Подсемейство: Песчанковые
      - Род: Карликовые гололапые песчанки
        - Североафриканская песчанка, Dipodillus campestris LC

      - Род: Карликовые песчанки
        - Карликовая песчанка, Gerbillus gerbillus LC
        - Аравийская карликовая песчанка, Gerbillus henleyi LC

      - Род: Малые песчанки
        - Краснохвостая песчанка, Meriones libycus LC

      - Род: Жирнохвостые песчанки
        - Жирнохвостая песчанка, Pachyuromys duprasi LC

#### Отряд:Зайцеобразные(зайцеобразные)
- Семейство: Зайцевые (кролики, зайцы)
  - Род: Зайцы
    - Капский заяц, Lepus capensis LR/lc

#### Отряд:Ежеобразные(ежи и гимнуры)
- Семейство: Ежовые (ежи)
  - Подсемейство: Настоящие ежи
    - Род: Длинноиглые ежи
      - Эфиопский ёж, Hemiechinus aethiopicus LR/lc

#### Отряд:Землеройкообразные(землеройки и кроты)
- Семейство: Землеройковые (землеройки)
  - Подсемейство: Белозубочьи
    - Род: Белозубки
      - Мавританская белозубка, Crocidura lusitania LC
      - Тарфайская белозубка, Crocidura tarfayensis DD
      - Белозубка Витакера, Crocidura whitakeri LC

#### Отряд:Рукокрылые(летучие мыши)
- Семейство: Мышехвостые
  - Род: Мышехвосты
    - Мышехвост Хардвика, Rhinopoma hardwickei LC
    - Большой мышехвост, Rhinopoma microphyllum LC

#### Отряд:Китообразные(киты)
- Подотряд: Усатые киты
  - Семейство: Гладкие киты
    - Род: Южные киты

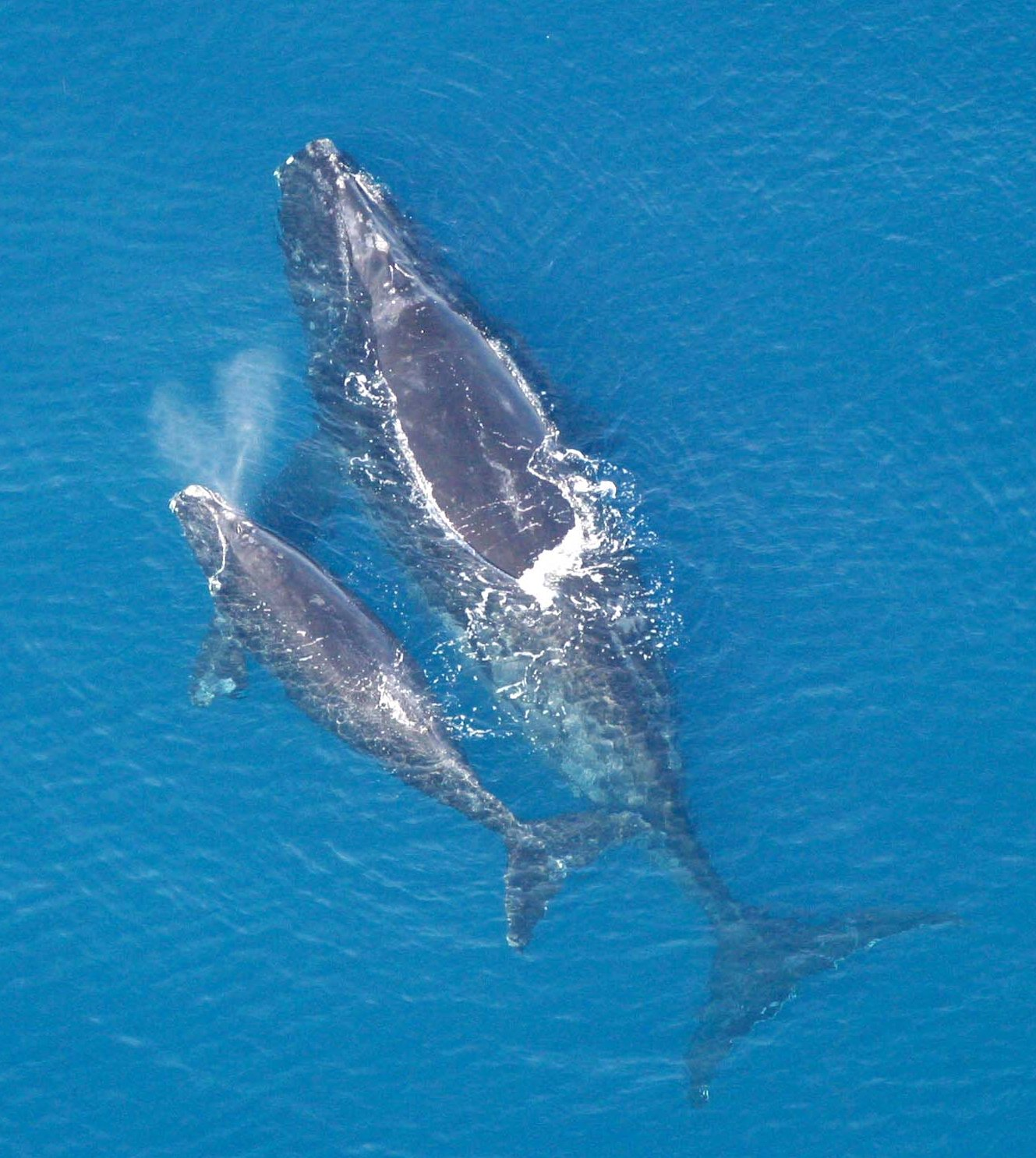
Северный гладкий кит

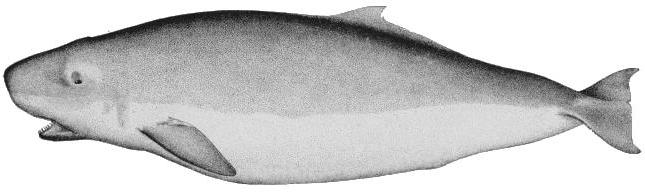
Карликовая косатка

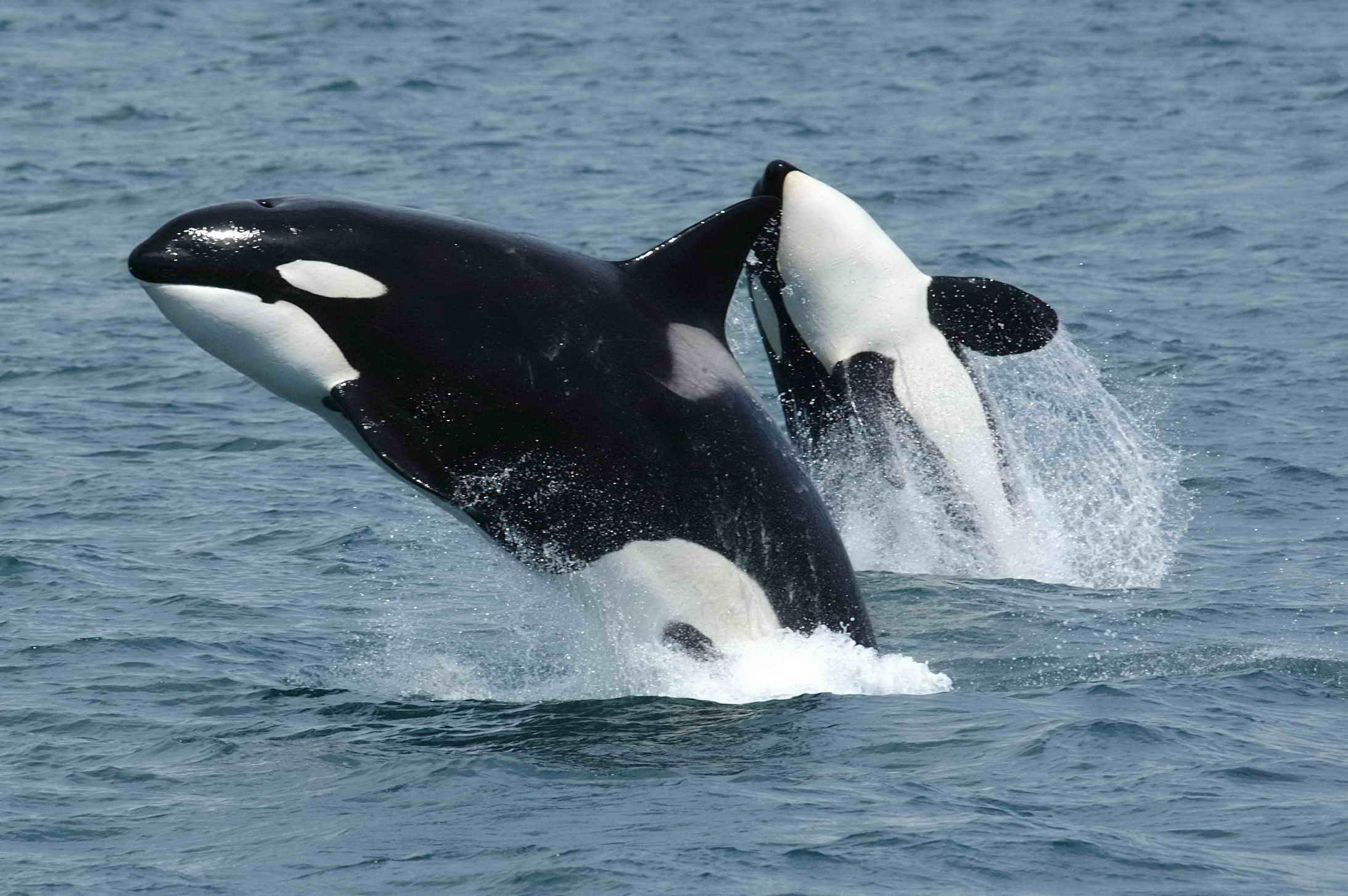
Косатка

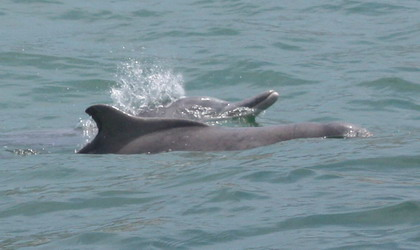
Западноафриканский дельфин

      - Северный гладкий кит, Eubalaena glacialis CR[2]

  - Семейство: Серые киты
    - Род: Eschrichtius
      - Атлантический серый кит, Eschrichtius robustus EX

  - Семейство: Полосатиковые
    - Род: Полосатики
      - Малый полосатик, Balaenoptera acutorostrata LC
      - Сейвал, Balaenoptera borealis EN
      - Полосатик Брайда, Balaenoptera edeni DD
      - Синий кит, Balaenoptera musculus EN
      - Финвал, Balaenoptera physalus EN

    - Род: Горбатые киты
      - Горбатый кит, Megaptera novaengliae LC
- Подотряд: Зубатые киты
  - Семейство: Дельфиновые
    - Род: Дельфины-белобочки
      - Белобочка, Delphinus delphis LC

    - Род: Гринды
      - Короткоплавниковая гринда, Globicephala macrorhynchus DD
      - Обыкновенная гринда, Globicephala melas DD

    - Род: Серые дельфины
      - Серый дельфин, Grampus griseus LC

    - Род: Малайзийские дельфины
      - Малайзийский дельфин, Lagenodelphis hosei LC

    - Род: Косатки
      - Косатка, Orcinus orca DD

    - Род: Малые косатки
      - Малая косатка, Pseudorca crassidens DD

    - Род: Карликовые косатки
      - Карликовая косатка, Feresa attenuata DD

    - Род: Продельфины
      - Полосатый продельфин, Stenella coeruleoalba LC
      - Большелобый продельфин, Stenella frontalis DD

    - Род: Крупнозубые дельфины
      - Крупнозубый дельфин, Steno bredanensis LC

    - Род: Афалины
      - Афалина, Tursiops truncatus LC

    - Род: Бесклювые дельфины
      -         - Широкомордый дельфин, Peponocephala electra DD

  - Семейство: Карликовые кашалоты
    - Род: Карликовые кашалоты
      - Карликовый кашалот, Kogia breviceps DD
      - Кашалот-малютка, Kogia sima DD

  - Семейство: Морские свиньи
    - Род: Морские свиньи
      - Обыкновенная морская свинья, Phocoena phocoena LC

  - Семейство: Кашалотовые
    - Род: Кашалоты
      - Кашалот, Physeter macrocephalus VU

  - Семейство: Клюворыловые
    - Род: Бутылконосы
      - Высоколобый бутылконос, Hyperoodon ampullatus LC

    - Род: Ремнезубы
      - Атлантический ремнезуб, Mesoplodon bidens VU
      - Тупорылый ремнезуб, Mesoplodon densirostris DD
      - Антильский ремнезуб, Mesoplodon europaeus DD
      - Ремнезуб Тру, Mesoplodon mirus DD

    - Род: Клюворылы
      - Клюворыл, Ziphius cavirostris DD

#### Отряд:Хищные(хищники)
- Подотряд: Кошкообразные
  - Семейство: Кошачьи
    - Подсемейство: Малые кошки
      - Род: Гепарды

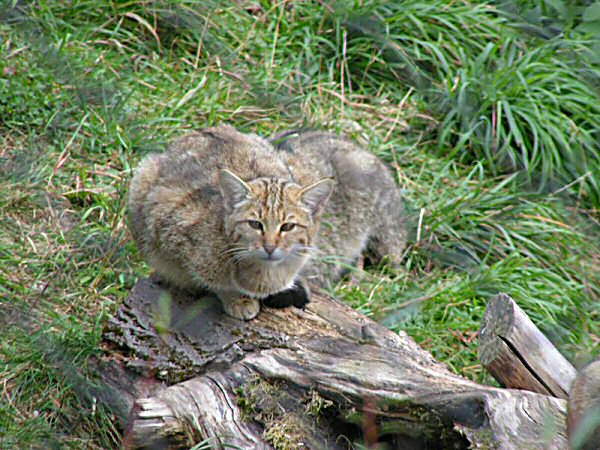
Лесной кот

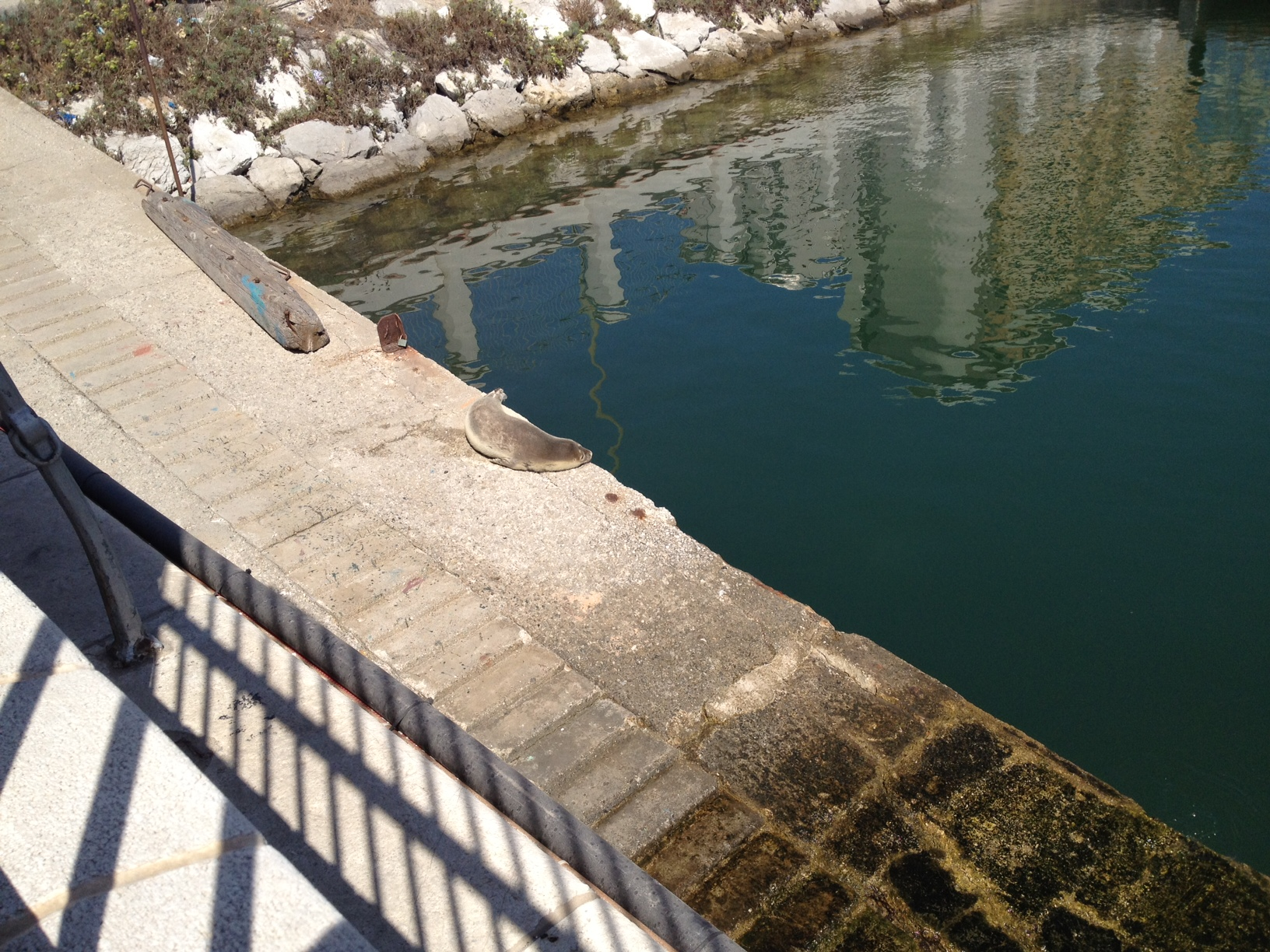
Белобрюхий тюлень

        - Гепард, Acinonyx jubatus hecki VU

      - Род: Кошки
        - Барханный кот, Felis margarita margarita NT
        - Степной кот, Felis silvestris lybica LC

    - Подсемейство: Большие кошки
      - Род: Пантеры
        - Берберийский лев, Panthera leo leo EX

  - Семейство: Гиены
    - Род: Hyaena
      - Полосатая гиена, Hyaena hyaena LR/nt
- Подотряд: Собакообразные
  - Семейство: Псовые
    - Род: Волки
      - Африканский золотой волк, Canis anthus lupaster EN

  - Семейство: Куньи
    - Род: Африканские хорьки
      - Ictonyx libyca LR/lc

    - Род: Mellivora
      - Медоед, Mellivora capensis LR/lc
- Подотряд: Ластоногие
  - Семейство: Настоящие тюлени
    - Род: Тюлени-монахи
      - Тюлень-монах, Monachus monachus CR[3] (Под угрозой исчезновения)

#### Отряд:Парнокопытные(парнокопытные)

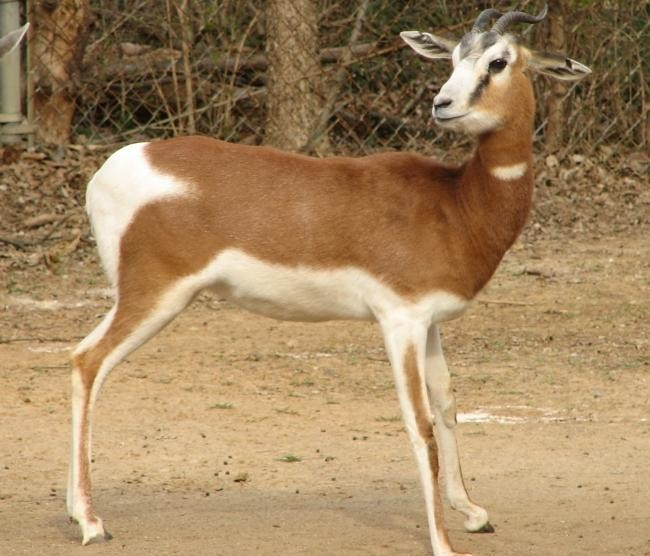
Газель-дама

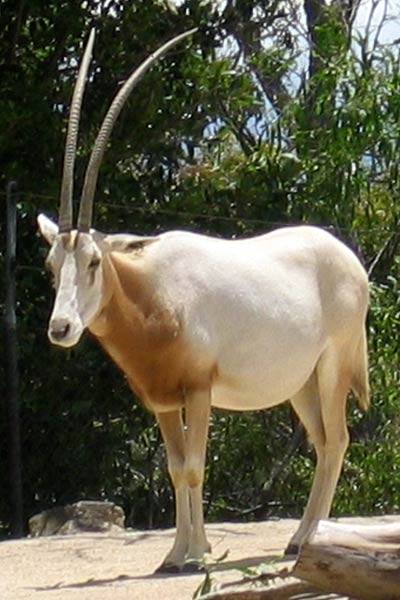
Саблерогая антилопа

- Семейство: Полорогие (крупный рогатый скот, антилопы, овцы, козы)
  - Подсемейство: Настоящие антилопы
    - Род: Газели
      - Газель-эдми, Gazella cuvieri EN
      - Газель-дама, Gazella dama CR
      - Газель-доркас, Gazella dorcas VU

  - Подсемейство: Козьи
    - Род: Гривистые бараны
      - Гривистый баран, Ammotragus lervia VU

  - Подсемейство: Саблерогие антилопы
    - Род: Аддаксы
      - Аддакс, Addax nasomaculatus CR

    - Род: Ориксы
      - Саблерогая антилопа, Oryx dammah EW